# Thomas de Camoys, 1. Baron Camoys

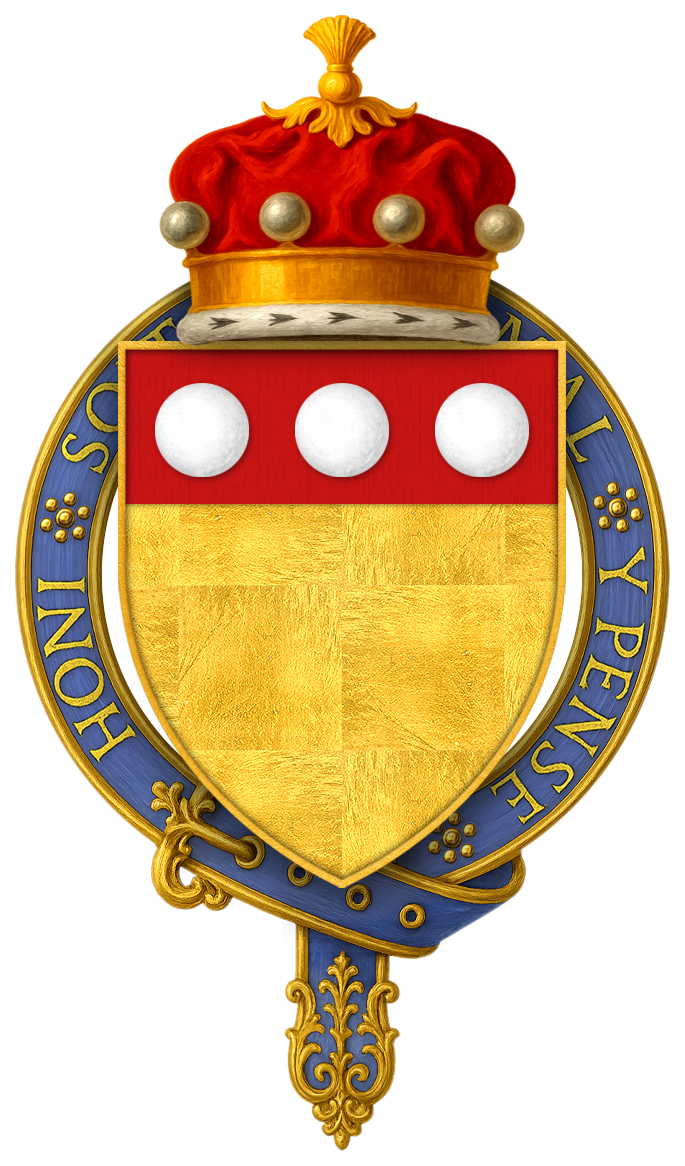
Wappen des Thomas de Camoys, 1. Baron Camoys

Thomas de Camoys, 1. Baron Camoys (* vor 1368; † 28. März 1421) war ein englischer Adliger und Ritter des Hosenbandordens.

## Herkunft und Familie
Er war der Sohn von Sir John Camoys (1310–1383) und dessen zweiter Gattin Elizabeth de Latimer (1334–1389). Seinem Großvater, Ralph de Camoys, 1. Baron Camoys († 1335) war 1313 der Titel Baron Camoys verliehen worden. Als 1372 der Halbbruder seines Vaters Thomas de Camoys, 2. Baron Camoys starb, ohne Kinder zu hinterlassen, erbte er dessen Vermögen und Ländereien, nicht aber den Baronstitel, der erlosch.

## Leben und Karriere
Thomas de Camoys diente der Krone zunächst als Soldat und wurde 1383 Knight Banneret. Schon vorher war er außerdem als Knight of the Shire für die Grafschaft Surrey ins House of Commons gewählt worden, wurde aber wegen seiner militärischen Verwendungen 1383 von der Teilnahme an den Sitzungen beurlaubt. Noch im selben Jahr erhielt er von König Richard II. einen Writ of Summons, der ihn ins House of Lords berief und ihm damit den erblichen Titel Baron Camoys in zweiter Verleihung neu schuf. Der neu ernannte 1. Baron Camoys diente seinen Königen (Richard II., Heinrich IV. und Heinrich V.) als Ratgeber in den Sitzungen des Oberhauses bis 1420, aber auch als Feldherr im Hundertjährigen Krieg gegen Frankreich. So befehligte er beim glänzenden Sieg in der Schlacht von Agincourt am 12. Oktober 1415 den linken Flügel der englischen Streitkräfte. Der König belohnte ihn dafür mit der Aufnahme in den Hosenbandorden.
Er starb am 28. März 1421 und wurde in Trotton beerdigt. Da sein ältester Sohn zu diesem Zeitpunkt bereits gestorben war, beerbte ihn dessen Sohn, sein minderjähriger Enkel Hugh de Camoys als 2. Baron Camoys.

## Ehen und Nachkommen
Thomas de Camoys war in erster Ehe mit Elizabeth Louches (um 1360–1403), verheiratet. Mit ihr hatte er einen Sohn:
- Sir Richard de Camoys (1375–vor 1421).

Nach dem Tod seiner ersten Gattin heiratete er in zweiter Ehe Elizabeth de Mortimer (1371–1417), Tochter des Edmund de Mortimer, 3. Earl of March und Witwe des Sir Henry Percy (⚔ 1403), genannt Hotspur. Mit ihr hatte er zwei Kinder:
- Sir Roger de Camoys (um 1406–1473);
- Alice de Camoys (1407–1455) ⚭ William Hastings, 1. Baron Hastings.